# Manglares del norte de Honduras y Guatemala

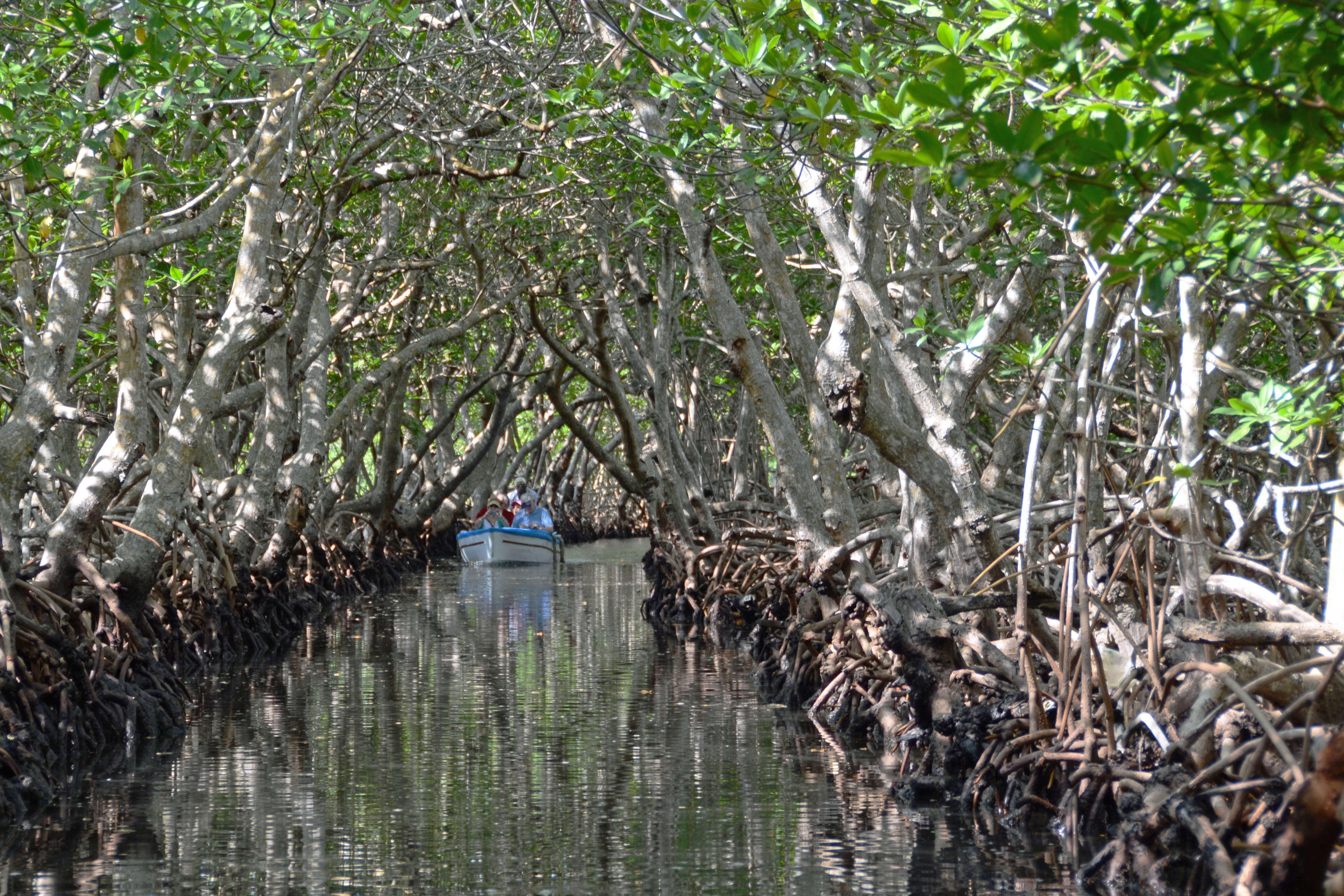
Manglares en el Caribe Hondureño y Guatemalteco.

Los Manglares del norte de Honduras y Guatemala forman una ecorregión en el bioma de los manglares, según lo define el Fondo Mundial para la Naturaleza . Esta ecorregión se extiende a lo largo de la mayor parte de la costa caribeña de Honduras, hasta el este de la Bahía de Amatique en el Caribe de Guatemala . Cubre un área de 1036  km 2. La ecorregión está amenazada por la expansión de la producción agrícola y ganadera de ambas Naciones.  